# Octadecano
Octadecano es un hidrocarburo alcano con fórmula química CH3(CH2)16CH3. Tiene 60 523 isomeros.